# Ровтарске Жибрше
Ровтарске Жибрше (словен. Rovtarske Žibrše) је насељено место у општини Логатец, Средњесловенска регија, Словенија.

## Историја
До територијалне реорганизације у Словенији биле су у саставу старе општине Логатец.

## Становништво
У попису становништва из 2011. године, Ровтарске Жибрше је имало 220 становника.
| Број становника према пописима | Број становника према пописима | Број становника према пописима |
| ------------------------------ | ------------------------------ | ------------------------------ |
| 1991                           | 2002                           | 2011                           |
| 199                            | 199                            | 220                            |